# Grande grotte (Arcy-sur-Cure)
La Grande grotte d'Arcy-sur-Cure fait partie du site des grottes d'Arcy-sur-Cure, qui sont situées dans la commune d'Arcy-sur-Cure dans le département de l'Yonne en Bourgogne, France. C'est un site archéologique préhistorique et une grotte ornée d'art pariétal.
Des peintures pariétales de 28 000 ans, les plus anciennes actuellement connues en France après celles de la grotte Chauvet, y ont été découvertes en 1990 ; ce sont dans ce pays les plus anciennes peintures pariétales connues accessibles au public.
Des gravures antérieures aux peintures s'y trouvent aussi.

## Situation
La grotte est dans la vallée de la rivière Cure à environ 180 km au sud-est de Paris à vol d'oiseau, dans le Sud du département de l'Yonne entre Auxerre et Avallon, à 1,3 km au sud d'Arcy-sur-Cure (2 km par la route) et à moins de 10 km au nord du parc naturel régional du Morvan,.
Elle s'ouvre dans la falaise en rive gauche, dans le dernier grand méandre de la rivière à sa sortie du massif du Morvan, sur le flanc sud du massif corallien que la rivière contourne par le côté est. D'amont vers l'aval, c'est la dernière grotte majeure située du côté sud de ce massif. Son entrée s'ouvre face au sud, et avoisine les 140 m d'altitude, à environ 17 m au-dessus du niveau actuel de la Cure. La rivière à cet endroit est à environ 122 m d'altitude.
À proximité se trouve le site de Saint-Moré qui, en rive droite à 700 m en amont, prolonge le site d'Arcy en offrant un grand nombre de cavités s'étageant sur plusieurs niveaux,.

## Géologie
Situé entre le massif du Morvan et la bordure sud-est du Bassin parisien, Arcy-sur-Cure fait partie des plateaux de Basse-Bourgogne,. 

À l'époque du Jurassique supérieur ou Malm, voici 150 millions d'années, la région est recouverte par des eaux peu profondes dans lesquelles abondent les organismes marins, qui forment au fil du temps un massif corallien atteignant 100 m d'épaisseur dans l'anse ouest de la Cure, correspondant à la première des trois strates du Rauracien,. Girard et al. mentionnent les grosses chailles blanches à la base de l'Argovien, finement litées en rose et gris et stratifiées sans interruption, visibles à Saint-Moré (donc présentes en sous-sol à Arcy, compte tenu du pendage incliné vers le nord-est). Ces chailles sont surmontées d'un calcaire gris rocailleux très riche en fossiles, puis de « calcaires de transition » entre l'Argovien et le Rauracien. C'est dans ces deux étages que se sont formées la plupart des grottes d'Arcy. 

Au nord de ce massif corallien, du côté de la haute mer (vers le futur Bassin parisien), de fins sédiments se déposent qui produisent à terme des marnes litées. 

Le Jurassique finissant voit des sédiments fins oolithiques recouvrir le massif et les marnes.
La carte géologique montre, le long de la rivière, une très étroite bande bleu moyen terne de Bathonien (« J3 ») : des calcaires oolithiques et marneux ou gros bancs de calcaire blanc compact oolithique et pisolithique - mais d'autres auteurs donnent J3 pour le Callovien,, des « chailles litées et calcaires oolithiques » ; selon Girard, le Bathonien n'apparaît pas au niveau des grottes d'Arcy. 
Jouxtant le Bathonien, on trouve une très étroite bande  d'Oxfordien (« J5 » en bleu sombre), mélange de calcaires et d'argiles.
La Cure, qui naît pendant le Crétacé (époque suivant le Jurassique), sort du Morvan chargée de silice et entaille profondément les couches sédimentaires oolithiques tendres,. Survient ensuite la formation des Alpes, qui engendre de nombreuses diaclases et des failles orientées nord-sud, en même temps que les couches de roches subissent un pendage (inclinaison) vers le nord et vers l'aval. Ces cassures permettent à la rivière de s'infiltrer dans les roches et d'y creuser des galeries et grottes grâce à l'action conjuguée de son acidité et de l'érosion.
Les grottes se trouvent à plusieurs hauteurs sur les flancs de vallée. De petites cavités s'ouvrent à 40 m au-dessus du niveau actuel de la Cure, et une seule grotte se trouve à 20 m de hauteur. Le plus grand nombre de grottes est entre 0 m et 6 m au-dessus de la rivière ; du point de vue géologique, cette hauteur correspond à la limite entre l'Argovien et le Rauracien,.
Durant l'Holocène les porches de nombreuses grottes d'Arcy et peut-être de toutes les grottes, ont été scellés par un effondrement important.

## Description
La Grande grotte, comme la grotte de la Hyène et d'autres grottes du site, est creusée à partir d'un point de jonction entre les strates géologiques et a donc un porche surmonté d'un linteau (à la différence des grottes creusées à partir de diaclases à peu près verticales, qui tendent à avoir un porche triangulaire, comme la grotte des Fées ou la grotte du Renne). Un visiteur en 1882 indique que l'ouverture en est « étroite et basse ».
- Porches - cartes postales, vers 1937
- Grande grotte, porche à linteau
- Carte postale, vers 1937. Comparer avec...
- ... le porche triangulaire de la grotte des Fées.

Son développement, toutes galeries comprises, totalise 1 252 m, pour un dénivelé de 13 m. Elle s'allonge dans le sens sud-nord, se divisant par deux fois en deux galeries.
Immédiatement après l'entrée, commence la salle du Grand Désert ; celle-ci se poursuit 50 m après la grille d'entrée par deux galeries dont celle de droite, côté Est, passe par le lac des Fées (ce dernier mesurant environ 20 m de longueur). Ces deux galeries d'environ 70 m de long se rejoignent dans la salle de la Vierge, d'où partent vers le nord les deux grandes galeries Ouest et Est.
La grande galerie Ouest inclut comme espaces principaux, du sud au nord : la salle de Bal, le passage du Défilé aussi appelé le Vallot, la salle des Éboulements, la salle du Chaos, la salle des Noyaux de cerises et des Macaronis, la salle des Vagues, le trou du Renard et la salle de la Cascade. 
La grande galerie Est comprend le lavoir des Fées (différent du lac des Fées), la salle de l'Amphithéâtre et la salle Parat. La moitié nord (vers le fond) de cette galerie est occupée par un bras d'eau.
La légende de la mémoire collective veut que Jeanne d'Arc, passée par la grotte, se serait abreuvée au point d'eau dans une salle nommée depuis « salle Sainte-Marguerite ».
De nos jours les deux grandes galeries Est et Ouest se terminent chacune par des éboulis qui bloquent la progression plus avant vers le nord,. L'entrée aux temps préhistoriques se trouvait peut-être au nord du massif corallien.

## Histoire moderne de la grotte
Contrairement à la grotte Chauvet et à celle de Lascaux, découvertes assez récemment, la Grande grotte d'Arcy (et quelques autres du même site) est connue de longue date. Réputée pour ses spéléothèmes, elle a été visitée par des personnages plus ou moins célèbres. Ainsi on note entre autres un graffiti de Joachin de Sermizelle, seigneur d'un village voisin, en 1542; ou ceux de soldats allemands de la dernière guerre dans la salle de la Cascade. 

Mais les gravures (grotte du Cheval) et peintures (Grande grotte) n'ont été découvertes qu'en 1946 et 1990 respectivement.

### XVIIesiècle
La première mention écrite sur la Grande grotte est celle en 1666 par Jacques de Clugny, ami de Colbert et lieutenant-général de Dijon, envoyé en mission officielle dans le cadre de la rédaction des « Mémoires des Intendants ». Ses descriptions partielles de la Grande grotte et de la grotte des Fées sont accompagnées de plans mais pas de croquis ni de dessins. Plutôt que de lui adjoindre un dessinateur, Colbert l'a fait accompagner par deux marbriers (ce qui indique une visite à but d'exploitation plutôt que purement scientifique).
La première publication, de la description précise de la grotte est celle de l'hydrologue Pierre Perrault, qui la visite en 1670, dans son livre De l’origine des fontaines (1674). Il note que les stalactites se forment en cercles concentriques autour d'un petit vide ; et, faisant preuve d'une bonne compréhension de son sujet, remarque que la rivière pourrait passer entièrement par ces grottes et ressortir de l'autre côté du massif (au nord), allant jusqu'à l'abandon de son lit formant le méandre qui contourne ledit massif par le côté Est.
Claude Joly, homme de lettres, visite la grotte en 1676.

### XVIIIesiècle
Le naturaliste Buffon, Daubenton et Nadault la visitent au siècle suivant, en 1740 ; Buffon y retourne en 1759 ou (et ?) 1762 - un autographe présumé de Buffon se trouve dans la dernière salle de la grotte, daté de 1762. Il mentionne les grottes d'Arcy dans son Histoire naturelle des minéraux publiée en 1783, mais sa théorie sur la formation des stalactites fait rapidement l'objet de controverses.
Dès 1751 Diderot s'étend sur les grottes d'Arcy dans son Encyclopédie et les mentionne de nouveau en 1754, soulignant la production d'albâtre.
En 1752 Morand publie une Nouvelle description des grottes d'Arci.
Le géographe François Pasumot visite également la Grande grotte et la grotte des Fées, qu'il décrit en partie et dont il fait le plan en 1763.
D'après Liger, le dictionnaire de Moreri mentionne la grotte au mot « Caverne » ; il ne s'y trouve sous cette entrée dans aucune édition disponible en ligne à ce jour mais l'édition de 1759 donne l'entrée « Arcy (grottes d') », longuement décrites sur presque quatre colonnes.
Les visiteurs illustres continuent, dont Jules Armand, prince de Condé, et Marie-Caroline duchesse de Berry et épouse du petit-fils de Louis XV, qui fait graver son nom au bas de la concrétion du Calvaire.

### XIXesiècle
Vers 1805 ou 1806, un premier aménagement est réalisé dans la Grande grotte.
À la suite de la découverte d'ossements et de silex dans la grotte des Fées, Robineau-Desvoidy et le propriétaire des grottes y font quelques fouilles. Ils distinguent trois couches, qu'ils attribuent à l'invasion des Barbares...
Le marquis de Vibraye entame les premières fouilles en 1859.
De la fin 1894 à 1898 l'abbé Parat, qui vient de passer un certain temps à fouiller les grottes de Saint-Moré voisines, entreprend celles d'Arcy,,,.

### XXesiècle
Le début du XXe siècle voit l'ouverture d'une ligne de chemin de fer desservant Arcy ; le nombre de visites s'accroît considérablement.

La grande galerie Est de la Grande grotte est découverte en 1928 lors de l'aménagement de la cavité ; c'est aussi l'année où l'électricité est installée dans la grotte.

#### 1946: gravures, fouilles Leroi-Gourhan
À la suite de la découverte des gravures dans la grotte du Cheval en février 1946, Gérard Bailloud visite le site d'Arcy les 9 et 10 mars suivants puis avertit André Leroi-Gourhan. Il retourne sur le site le 21 avril avec George Tendron pour prendre photos et relevés. Bailloud et Tendron adhèrent alors à la Société Préhistorique Française pour y présenter en juin un compte-rendu sur le site.
André Leroi-Gourhan, à cette époque professeur d'ethnologie à Lyon, visite le site avec un groupe d'étudiants du 23 septembre au 2 octobre 1946. Il va y travailler jusqu'en 1962, plus à fond à partir de 1949 après la fin de ses fouilles à la grotte des Furtins. Lors ce premier séjour, le groupe reçoit les 28 et 29 septembre la visite de l'abbé Breuil, spécialiste incontournable de la Préhistoire, qui vient authentifier les découvertes dans la grotte du Cheval.
Leroi-Gourhan crée à Arcy vers 1947 le « chantier-école du Centre de recherches préhistoriques », une structure pionnière où il établit une technique et une méthodologie nouvelles, toujours de rigueur de nos jours,. L'équipe de base des fouilles est composée d'André Leroi-Gourhan pour la détermination de la faune - bientôt remplacé par Thérèse Josien -, Jean Chavaillon pour la granulométrie, Pierre Poulain pour la stratigraphie et les structures et à partir de 1950 également pour la co-direction du chantier avec Gérard Bailloud qui s'occupe aussi de l'encadrement des stagiaires. À partir de 1954 sa femme Arlette, pionnière de la paléopalynologie, fait ses premières armes au sein de cette école.
Pour la numérotation des couches archéologiques, Leroi-Gourhan a d'abord repris celle de l'abbé Parat (en chiffres romains). Il a par la suite établi une autre nomenclature, en chiffres arabes, afin de tenir compte des couches intermédiaires et surtout de faciliter les correspondances entre les couches des différentes grottes.

#### 1976: le grand décapage
Les très beaux spéléothèmes continuent à attirer l'attention. Mais la propreté plus que douteuse de l'ensemble même des grottes pose problème pour le développement du tourisme. Déjà en 1882 un visiteur donne cette description :

« [les intérieurs] sont d'une malpropreté déplorable : l'argile entraînée avec les sels dissous ; les immondices des chauve-souris et la fumée des torches, revêtent tous ces objets de marbre d'une teinte noirâtre et d'un enduit fangeux qui inspirent le dégoût [...] Qu'il y a loin de cette apparence sordide, à la transparence, à la fraîcheur, à la blancheur immaculée, aux reflets étincelants des cristallisations calcaires que m'ont offert [...] les grottes du Vallon, dans l'Ardèche ! »

— Dr Bailly
Près d'un siècle plus tard cette situation n'a pu qu'empirer, d'autant que le nombre de visiteurs s'est accru entre-temps. Et à cette époque personne ne se doutait qu'une autre « chapelle Sixtine de la préhistoire » (un surnom donné à Lascaux) se cachait sous cette crasse. André Leroi-Gourhan, qui affirmait dans les années 1950-1960 qu'aucune peinture pariétale ne se trouvait à Arcy, ne pensait pas empiéter sur un tel chef-d’œuvre quand il a lui-même facétieusement gravé dans un coin de la Grande grotte la copie d'un mammouth de la grotte du Cheval.
En 1976 l'administrateur du domaine Henri de Peyssac décide donc de faire nettoyer la Grande grotte, avec de l'eau sous pression additionnée d'acide chlorhydrique. Même à ce moment, rien n'est découvert : les ouvriers chargés de ce travail constatent bien dès le début un très fort écoulement d'ocre et, cessant leur travail, en font part à l’administrateur ; mais ce dernier, qui ne se déplace pas pour vérifier les faits, affirme que l'ocre est présente en grandes quantités sur le site et leur ordonne de continuer leur tâche. Le nettoyage au karcher est opéré régulièrement jusqu'en 1990.

#### 1990: peintures, fouilles Girard et Baffier
En 1990 Gabriel de la Varende devient propriétaire du site des grottes. Confronté aux problèmes de conservation et d'exploitation et soucieux du « devoir de mémoire » envers les générations futures, il décide de rouvrir le site à l'exploration scientifique. 
Avril 1990 : une équipe de la chaîne de télévision FR3, venue faire une émission sur les grottes, positionne de gros projecteurs dans la salle des Vagues de la Grande grotte. Sous cette très forte lumière Pierre Guilloré, aperçoit, transparaissant en filigrane sous la couche de calcite qui l'a protégé de la solution d'acide chlorhydrique, le profil d'un large bouquetin de 46 cm de longueur orné de deux cornes imposantes.
À partir de 1991 une équipe multidisciplinaire est mise en place pour l'étude du site, avec Dominique Baffier chargée d'établir un relevé des parois et son collègue Michel Girard pour les fouilles du sol.

## Vestiges archéologiques
La Grande grotte a dans ses alentours les célèbres grottes de l'Hyène (découverte en 1889) et du Renne (découverte en 1939), qui ont au cours des 100 dernières années révélé des vestiges archéologiques notablement exceptionnels ; ainsi que la grotte du Cheval (découverte en 1899) et ses gravures également remarquables découvertes en 1946. Ainsi les maigres récoltes de la Grande grotte d'Arcy en termes de vestiges archéologiques ont été largement éclipsées jusqu'à l'extraordinaire découverte des peintures en 1990. Depuis cette date, le matériel littéraire sur la Grande grotte s'est considérablement accru mais il est bien sûr pratiquement entièrement focalisé sur ces œuvres picturales du plus haut intérêt. 
Il faut aussi compter avec la très grande quantité de visiteurs qu'a eue la grotte au cours des siècles, notamment depuis l'arrivée du train à Arcy début XXe siècle, et à la clé le ramassage des vestiges qui pouvaient se trouver en surface ; ainsi qu'avec l'aspect touristique aussi bien avant qu'après la découverte des peintures – un aspect qui n'a pas incité les propriétaires successifs dans le passé à autoriser le creusement de trous de fouilles, aussi intéressants puissent-ils être potentiellement, dans les parties visitées. Aussi les explorations archéologiques de la Grande grotte ont été assez limitées.
Les parties profondes de la Grande grotte ont été utilisées avant -28 000 ans. Au Paléolithique supérieur, les fonds de grottes ont été utilisés uniquement pour des activités de symbolisation (Grande grotte, grotte du Cheval). Seuls les moustériens ont utilisé les fonds de grottes pour des activités matérielles ; pourtant il ne s'agit pas d'un moyen de lutte contre le froid puisque même les périodes tempérées voient cet usage des fonds de grottes.
Concernant le Moustérien, la couche 30, que l'on retrouve dans la grotte de la Hyène (où ont été trouvés les plus anciens artefacts du site, qualifiés par Leroi-Gourhan de pré-néandertaliens), a livré dans la Grande grotte une canine complète d’hippopotame.
L'Aurignacien et le Gravettien ont livré les vestiges les plus spectaculaires que sont les peintures (voir plus bas la section « Les peintures »). Des  charbons de bois de pin sylvestre, saule, bouleau et genévrier ont été identifiés dans les couches correspondant aux premières fréquentations aurignaciennes de la grotte.
Du point de vue physique, les niveaux du Périgordien supérieur (ou Gravettien) sont marqués par de nouveaux effondrements dans les grottes, probablement pendant la période de climat tempéré de l'interstade de Kesselt,. 
Le Gravettien de la Grande grotte a été identifié par D. Baffier, sans toutefois y livrer d'industrie osseuse,.
La Grande grotte a livré des vestiges du Hallstatt. (1200 à 500 av. J.-C., période de l'âge du fer ou de la fin de l'âge du bronze).
Époques gallo-romaine et ultérieures
L'abbé Parat avait déjà noté la présence de tessons de poteries dans plusieurs salles de la Grande grotte. En 1992 des monnaies datées de l'an 280 environ, sont découvertes dans la salle des Vagues, reposant sur le plancher stalagmitique le plus récent. En 1993 un deuxième plancher stalagmitique sous-jacent au premier est découvert à quelques mètres de l'endroit des premières trouvailles gallo-romaines, et ce deuxième plancher contient des objets de la même époque (épingles en os, monnaies, ~an 280). Ces deux récentes découvertes posent la question de la relativité des vitesses de sédimentation du calcaire, (pour cette question et celle des planchers stalagmitiques, voir la section « Les spéléothèmes »).
La salle Parat vers le fond de la grotte, découverte en 1945, a livré de nombreux vestiges protohistoriques et gallo-romains.
Des artefacts de XIIIe siècle ont également été trouvés.

## Hydrographie
Deux systèmes hydrogéologiques distincts traversent le massif corallien du sud au nord, avec trois chenaux principaux.
L'un d'eux est la rivière de Pêcheroche ou Pêchenroche, réseau oriental semi-actif du « système hydrologique du Moulinot » qui commence à la grotte des Fées et rejoint la grotte résurgence du Moulinot,.
La Grande grotte est l'une des pertes fossiles du système des Moulinots sur le côté sud du massif corallien. Côté nord du massif, le Moulinot est la résurgence active de ce système ; les grottes de l'Égouttoir et des Nomades en sont des résurgences fossiles.
Le Groupe spéléologique Yonne-Vercors, qui a succédé en 1967 au Groupe Spéléologique et Préhistorique Parat (G.S.P.P.) pour l'étude hydrologique des grottes d'Arcy-sur-Cure, a dévoilé la plus longue grotte connue de l’Yonne par son exploration du réseau des Fées.
La première traversée souterraine complète du massif corallien, entre la grotte des Fées au sud et le Moulinot au nord, a été réalisée en novembre 2000 par des membres du spéléo-club de Chablis.

## Spéléothèmes
Les grottes creusées par la Cure ont été régulièrement envahies par l'eau. On y trouve des stalagmites, des stalactites, des colonnes, des draperies... Dans la Grande grotte, à l'origine ouverte aux deux extrémités, un éboulement a fermé l'une d'entre elles lorsque le débit du cours d'eau souterrain a fortement diminué. Elle se termine par des vasques formées de dépôts calcaires laissés par l'eau au niveau du sol. La "salle des Vagues" porte sur son sol des ondulations en relief rappelant nettement les effets de vagues que laisse sur le sable le va-et-vient de l'eau.
Le décapage subi en 1976 et qui a mis à nu les parois de calcaire, a supprimé les cristallisations de calcite sur les spéléothèmes qui en ont malheureusement perdu le brillant de leur patine et ne scintillent plus.

### Croissance des spéléothèmes
Il est souvent dit que les spéléothèmes croissent à la vitesse de 1 cm/siècle ; dans la plupart des cas, cela se révèle faux. Liger (1995) cite plusieurs exemples, dont une petite stalactite sur une gravure de mammouth dans la grotte du Cheval mesurant environ 3 cm en 1946, cassée en 1950, et ayant en 1992 pratiquement regagné sa taille de 1946, soit environ 7,1 cm/siècle. La comparaison sur photos dans la grotte du Cheval montre la croissance notable de fistuleuses situées près des gravures et sur celles-ci. Pourtant les gravures ont été trouvées précisément parce qu'elles sont restées visibles depuis leur création ; autrement dit, aucun dépôt calcaire n'est venu les recouvrir pendant des milliers d'années - ni aucune perturbation mécanique puisqu'elles sont intactes malgré la grande fragilité du matériau de support.
Par ailleurs, le rythme de croissance varie largement au sein de la même grotte, parfois sur peu de distance. Ainsi sur le même panneau mural, des gravures intactes depuis plus de 25 000 ans, réalisées sur support concrétionné, côtoient d'autres gravures du même âge sur lesquelles des concrétions sont apparues en quelques dizaines d'années. Un autre exemple frappant de ces différences spatiales est l'apparition, sous une stalactite et une fistuleuse, d'une coulée stalagmitique sur des déblais argileux de fouilles datant de 1950 - alors qu'aucun autre dépôt similaire n'est apparu alentour. Pourtant les conditions semblent les mêmes : tant au-dessus du dépôt stalagmitique qu'alentour, des formations de stalactites et fistuleuses sont suspendues au plafond et la plupart voire toutes sont actives : des gouttes d'eau en tombent régulièrement ; mais ici, seules l'une de chaque formation produit ce dépôt. De même la formation du voile de calcite qui a protégé les peintures dans la Grande grotte est entièrement aléatoire.
- Spéléothèmes de la Grande grotte (cartes postales, vers 1937)
- « Cierge pascal » et « Salon gothique »
- « Le Pilier » et « la Coquille Saint-Jacques »

### Planchers stalagmitiques
Par extension du paragraphe précédent, un autre phénomène remarquable à plusieurs titres est la formation de "planchers stalagmitiques" dont un exemple se trouve dans la salle des Vagues. Un plancher stalagmitique, en surface, est apparent dès l'abord. Il recouvre un deuxième plancher sous-jacent, séparé du premier par de l'argile. Chaque plancher a intégré des fragments de concrétions cassées correspondant à son époque spécifique de formation. Se pose alors la question de savoir si ces formations calciques et les chutes de concrétions qu'elles contiennent, sont ou non liées à l'activité humaine dans le lieu. 
D'autre part, des objets de la même époque (gallo-romaine) ont été trouvés pour partie sur le plancher le plus récent, et pour partie dans le plancher sous-jacent. Ceci implique que sans fouilles on ne peut pas savoir sur quel plancher on est en train de marcher : ce peut aussi bien être, à un endroit donné, le plancher récent ; et à une très courte distance de là, celui sur lequel les néandertaliens marchaient eux aussi. Ces doubles planchers ne se retrouvent pas sur la totalité d'une salle mais se forment ponctuellement, localisés à certains endroits.

### Variations des conditions extérieures
Les conditions extérieures influent beaucoup sur la croissance des formations calcaires. Entre autres le couvert végétal du massif corallien qui abrite les grottes : longtemps terre de vigne jusqu'à l'entre-deux-guerres, puis friche jusque dans les années 1960 ; et depuis, terre de monoculture - avec tous les aléas qu'entraîne cette exploitation, dont les nitrates qu'on retrouve jusque dans les lacs des grottes. Tout ceci amène des variations importantes à la fois dans le mode de percolation des eaux de ruissellement et dans la composition chimique de cette même eau.

En l'absence de recul et par manque de connaissances précises quant à l'influence que cet excès de nitrates puisse avoir sur les concrétions et sur l'art pariétal des grottes, reste que la présence humaine est en elle-même un élément perturbant.

### Biocalcification: le lavoir des Fées
Le lavoir des Fées (et non le lac des Fées, autre étendue d'eau dans la Grande grotte) a une surface d'environ 200 m2. Il présente un étrange phénomène de calcite flottante qui couvre la surface de l'eau et se disperse au moindre mouvement,.
Le géomicrobiologiste Jean-Pierre Adolphe a mené dès 1993 une équipe du G.E.R.M.E. (groupe d’Études et de Recherches des Milieux Extrêmes) dans les grottes d'Arcy. Il y a découvert un phénomène de biocalcification. Pour croître, les spéléothèmes et ce voile sur l'eau ont besoin de bactéries, utilisant les ions calcium. Ceci expliquerait le taux de croissance variable des spéléothèmes, ainsi que leurs formes aléatoires : les colonies de bactéries sont plus ou moins actives et leurs positions varient. En 2004 la mise en cause des bactéries dans la formation de calcite n'avait toujours pas pu être démontrée en laboratoire malgré des tests concluants montrant les propriétés calcifiantes des bactéries isolées prélevées dans la Grande grotte ; en 2008 les connaissances ont avancé quelque peu dans ce domaine. Les travaux continuent, dans l'espoir d'y trouver une solution pour la restauration de pierres d'édifices ou de statues endommagées par la pollution ou l'érosion.
- Le « Lavoir des Fées » - Carte postale, vers 1937

### Une protection des peintures par calcification contrôlée?
On a vu dans la grotte du Cheval des dépôts calciques se former en moins de 50 ans sur les parois gravées pourtant restées intactes pendant des millénaires. Le même phénomène est constaté dans la Grande grotte.
Depuis 2004, les types variés de calcite de la Grande grotte sont étudiés (microscopie, spectroscopie, rayonnement synchrotron, microbiologie, analyses ADN, synthèse de calcite en laboratoire pour des essais de croissance contrôlée) pour déterminer les facteurs de leur formation.
Certaines couches de calcite sont opaques, d'autres translucides. Plusieurs années d'étude ont permis de déterminer l'un des facteurs les plus importants dans la formation de ces couches : le pCO2. Visant à protéger les œuvres pariétales, il a d'abord été question d'empêcher la formation de ces couches de calcaire. Mais ceci s'avère peu réalisable. Aussi les efforts se sont-ils tournés vers le contrôle de la formation de ces couches, afin de faire en sorte que le calcite produit soit translucide et non opaque. Il s'agit donc de stabiliser l'humidité relative et la pression de CO2 dans la grotte,.

## Les peintures
À 28 000 ans d'âge, elles sont dans ce pays les plus anciennes peintures pariétales connues accessibles au public - la grotte Chauvet étant fermée au public,. 
Elles ont été découvertes par hasard dans la Grande grotte grâce à l'intense lumière des projecteurs lors d’un reportage d'une équipe de France 3 le 29 avril 1990.
Le plafond de la salle des Vagues porte également des gravures antérieures aux peintures.

### Destruction importante
Le passage au karcher a été régulièrement effectué de 1976 à 1990. À l'époque, personne n'imaginait que, sous la pellicule de noir de fumée produite par les torches lors des visites des siècles passés, pouvaient être cachées des peintures préhistoriques qu'un dépôt calcaire rendait invisibles à l'œil nu. Dans les années 1990, Dominique Baffier estimait qu'au moins 80 % des peintures ont été malheureusement détruites lors de nettoyages malencontreux des parois par un jet à haute pression d'une solution d'acide chlorhydrique. En réalité il en reste plus qu'on ne le pensait dans ces années 1990 car d'autres peintures ont été repérées depuis ; l'équipe scientifique chargée de l'étude de la grotte a décidé de ne plus dénuder d'autres peintures en abrasant la couche de calcite qui les protège, avant que les moyens techniques aient progressé suffisamment pour assurer leur conservation de façon certaine.
Les peintures restantes ont été protégées par une fine couche de calcite jaunâtre et translucide (carbonate de calcium cristallisé) les laissant apparentes. Puis durant l'Holocène s'est développé par-dessus le tout une couche blanche, grenue et opaque, d'épaisseur variable pouvant atteindre plus de 5 mm. Le voile de calcite protecteur s'est, comme les concrétions, formé de façon aléatoire et ne s'est pas étendu partout de la même épaisseur. Il n'a donc pas, tant s'en faut, protégé toutes les peintures. Certaines peintures sont encore invisibles sous l'épaisseur de calcite. 

Les dégâts ont particulièrement touché le plafond de la salle des Vagues : son plafond de 110 m2 était entièrement couvert de peintures, il n'en reste que 20 m2. De nombreuses peintures restantes en ont aussi souffert et leur tracé est malaisé à déchiffrer. De plus, certaines peintures ont été corrodées au fil du temps et leur tracé est estompé.

### Généralités
Le plus grand nombre de peintures connues à Arcy se trouve dans la Grande grotte, avec 282 peintures découvertes jusqu'à 2016 et d'autres peintures restant à découvrir,,, dans cette grotte et peut-être dans d'autres de l'ensemble d'Arcy (la grotte Chauvet en présente plus de 400 et celle de Lascaux environ 1 900). 

Elles ont été repérées, parfois à l'aide de radiations infrarouges, sur une longueur d'environ 180 m. Elles commencent à 250 m de l'entrée et disparaissent sous des éboulis à 50 m du fond de la grotte.
Elles se situent dans la moitié nord de la grotte, c'est-à-dire la moitié la plus éloignée de l'entrée actuelle (située au sud). 

Le sol du Paléolithique au pied des peintures est à 30 cm en dessous du sol actuel ; entre ces deux planchers, la nature détritique du sol montre que la salle des Vagues et celle des Noyaux de Cerise ont été inondées de façon récurrente. 

Les peintures se trouvent entre 30 cm et 2,50 m de hauteur environ. Il est possible qu'aucun échafaudage ou autre moyen d'élévation n'ait été utilisé, contrairement à Lascaux.

### Datation des peintures
L'élément d'appréciation le plus apparent pour l'âge des peintures est la vitesse de développement des concrétions (voir section « Croissance des spéléothèmes ») et des couches de calcite à proximité de ces peintures.
Cette première analyse est affinée par l'étude de couches archéologiques du sol associées aux peintures. Le sol paléolithique de la grotte, recouvert par des dépôts d'alluvions elles-mêmes scellées sous un concrétionnement épais, a été très bien préservé. À la suite de la découverte des peintures, des analyses ont été pratiquées près de la "corniche au Bison", au pied d'une des peintures. Le sondage du sol  a montré deux niveaux distinctement séparés par un concrétionnement partiel. 

Le niveau supérieur a livré un foyer d'éclairage, des fragments d'os carbonisés, un métatarsien d'ours enduit de peinture et des gouttes de peinture prises entre des feuillets de calcite. 

Le « plancher » plus ancien contenait des os de quatre jeunes ours avec deux amas interprétés comme coprolithes, vraisemblablement humains car intégrant de nombreux œufs d'Ascaris lumbricoides. Il contenait également une structure de combustion ayant servi de point d'éclairage mais qui a peut-être aussi eu une ou d'autres fonctions. Des particules de charbon et d'ocre y ont été révélées en 1991 et confirmées en 1993.
Ces vestiges ont été associés aux peintures pariétales ; des colorants prélevés sur les parois sont identiques à ceux retrouvés au sol près des foyers. Ainsi la datation de ces derniers permet d'affiner la datation des peintures. Les mesures au carbone 14 réalisées par le CNRS-CEA à partir de restes charbonneux et d'os brûlés découverts au pied des peintures, donnent pour les éléments charbonneux des dates comprises entre 28 250 +/-430 BP et 27 630 +/-330 BP (26 300 BC et 25 680 BC) ; celles pour les os brûlés donnent entre -26 700 et -26 100 ans (24750 et 24150 BC).
Ces datations situent les peintures d'Arcy au Gravettien et les placent au deuxième rang en France par leur ancienneté, après la grotte Chauvet (31 000 ans), et avant celle de Lascaux (15 000 à 18 000 ans). Les peintures des grottes de Gargas (Pyrénées) sont sensiblement du même âge.

### Description
Les peintures sont réalisées avec deux couleurs principales : en noir à base de charbon de bois, et en rouge à base d'ocre (une mine d'ocre se trouve aux grottes de Saint-Moré à moins de 1 km de là, mais l'ocre utilisée dans la Grande grotte n'en provient pas - voir ci-dessous la section « Les pigments »).

#### Animaux
Le bestiaire est remarquablement diversifié. Il se distingue des ensembles paléolithiques plus courants, qui représentent en majorité des chevaux, bisons et cervidés. Celui de la Grande grotte d'Arcy est le premier ensemble comportant plus de 68 % d'espèces dangereuses : mammouths,, rhinocéros laineux, ours et félins (dont un museau), assez rares dans les autres grottes ornées connues. La même dominante quant aux espèces animales dangereuses se retrouve à la grotte Chauvet mais en moindre proportion. Les mammouths d'Arcy y représentent (en 1998) environ la moitié des 70 représentations d'animaux dévoilées jusqu'à cette année-là. Les plus beaux ont reçu des noms : « le Colossal », « el Bicho », « Mamm-Eudald » (du nom de son découvreur). 

Parmi les peintures les plus intéressantes, on trouve un mammouth dessiné en totalité et un cerf géant (Megaloceros giganteus) dont les bois pouvaient mesurer 4 mètres.
Le bestiaire pariétal inclut aussi des espèces exceptionnelles : mégalocéros, poissons et oiseaux,. Parmi les figures cachées sous la calcite, plusieurs poissons, plus exactement des brochets, ont été dégagés mécaniquement (abrasion à l'aide de fraises de précision) de leur voile dans les années 2000. Ils se trouvent dans la salle des Vagues. 

Très nombreuses dans l'art mobilier préhistorique connu dans le monde, les figures de poisson ne représentent que 1 % du bestiaire de l'art pariétal – incluant les figures à peine esquissées ou juste « pisciformes ». Une dizaine de représentations de salmonidés sont connues (abri du Poisson aux Eyzies, grotte du Portel en Ariège, 2 à Ekain en pays Basque espagnol, incluant les truites probables de Niaux. Les poissons d'Arcy sont quant à eux suffisamment distincts pour que l'on puisse en déterminer l'espèce. Le brochet, bien reconnaissable par son museau et sa nageoire dorsale, n'est représenté qu'à Arcy et à Pech-Merle.

#### Autres peintures
Les animaux sont accompagnés de points, bâtonnets, volutes, figures trapézoïdales avec appendices latéraux.
S'y trouvent aussi des empreintes de « mains négatives » (sept mains négatives en 2005) dont une aux doigts repliés, une main positive, deux vulves et des représentations anthropomorphiques. Les mains sont celles d'hommes, de femmes et d'enfants.

### Techniques
Pour représenter les animaux, les premiers Homo sapiens européens choisissaient souvent les parties de paroi dont le relief, sous l'éclairage vacillant des torches, faisait apparaître des formes qui en rappelaient l'anatomie, comme les yeux ou les bois des grands cerfs. Ils utilisaient alors la peinture avec parcimonie, dessinant seulement les éléments que le relief ne faisait pas apparaître. Ainsi du remarquable mégalocéros dont les grands bois sont représentés uniquement par une fissure dans la paroi rocheuse,, du rhinocéros et des mammouths semblant marcher sur un sol matérialisé par une corniche, du dos d'un mammouth représenté par une fissure... Le mégalocéros ainsi reproduit peut représenter une femelle (sans bois dessinés) aussi bien qu'un mâle (avec les bois représentés par la fissure).
Une grosse stalagmite formant massif a pris des formes évoquant une silhouette féminine de type "Vénus gravettienne" ; elle a été marquée d'ocre sur la poitrine et les cuisses. De façon générale, il est possible que les reliefs, cavités, fissures et autres accidents de surface aient été vus comme ayant une signification et beaucoup de ces marques naturelles ont été utilisées dans ce sens. 

Au moins une main négative a été dessinée avec de l'ocre à l'aide d'une pipette
Les techniques utilisées (raclage, peinture, gravure) varient, semble-t-il, selon les époques plutôt que d'après la nature du support rocheux. Un autre caractéristique les différencie : raclage et gravure ont été employés dans les endroits plus discrets et parfois difficiles d'accès, nécessitant un éclairage particulier ; la peinture a été utilisée dans les endroits très visibles - grand plafond de la salle des Vagues, frises sur les parois des salles avoisinantes. Cette répartition n'est pas une règle absolue : on trouve par exemple un rapace peint en rouge très près du sol dans un coin du laminoir longeant la salle des Vagues et accessible seulement en rampant sur plusieurs mètres.
Les animaux sont généralement représentés uniquement par leurs contours, l'intérieur étant laissé entièrement vierge.
Les représentations des pattes sont en général limitées à une patte à l'avant et une patte à l'arrière.

Leurs pieds sont ici souvent ouverts (sans sabots ou doigts), ce qui constitue une particularité de ces grottes (la remarque vaut pour les gravures de la grotte du Cheval).
Pendant l'Holocène une partie des peintures a été recouverte d'un dépôt épais de calcite blanche.

### Les pigments
Les très nombreux blocs de pigments totalisant quelque 23 kg, trouvés essentiellement dans la grotte du Renne (560 g dans l'abri du Lagopède et seulement 9,1 g dans la grotte du Bison), sont des trois couleurs de base : rouge, noir et jaune ; mais un échantillon bleu (toujours dans la grotte du Renne) est aussi mentionné, de seulement 0,5 g, dont la couleur est due à des traces de cuivre. C'est le seul pigment bleu découvert dans un site préhistorique français.
Ces blocs montrent l'utilisation de techniques diverses.

La plus courante est le lustrage par frottement sur un objet doux (75 % des utilisations totales) qui correspond au lustrage des peaux avec des blocs pigmentés, très développé au Châtelperronien notamment dans la couche X de la grotte du Renne qui a aussi la particularité d'être teintée en violet.

Les blocs ont aussi été grattés par frottement contre un objet rugueux (e.g. pierre, ~11 % des utilisations), raclés ou grattés avec un objet dur (e.g. silex, 7,5 % des utilisations), raclés ou forés jusqu'à formation d'une cupule (2,6 % des cas, soit sept blocs dont deux usés par frottement avec des pinceaux), entaillés avec un objet tranchant. Cinq blocs ont été gravés pour former des lignes variées ; et trois blocs sont formés d'argile pétrie avec de la poudre de pigments. Les traces d'utilisation apparaissent souvent à deux endroits différents sur le même bloc, parfois à quatre endroits, ce qui montre un usage intensif ; et 12 blocs montrent deux types d'utilisation différents mais un seul en montre trois.
À noter aussi, la présence de blocs bruts de magnétite ou oxyde de fer (Fe3O4) : trois (respectivement de 42 g, 23 g et 0,8 g) dans la couche Xb (Châtelperronien, grotte du Renne) et un (0,2 g) dans la couche Xc. Ces blocs sont noir rougeâtre et donnent une poudre plutôt rougeâtre. Il s'agit peut-être de blocs de Fe2O3 ayant passé dans le feu d'un foyer : une chaleur de 1 000 °C les aurait transformés en Fe3O4.
De rares pigments jaunes ont été utilisés pendant le Gravettien à Arcy (grotte du Renne ou du Trilobite ?) ; Goutas dit que l'origine pourrait en être locale puisqu'il suffisait de s'approvisionner dans les grottes de Saint-Moré à 1 km à vol d'oiseau. Mais pour ce qui concerne les peintures rouges, l'hématite trouvée dans les grottes ornées d'Arcy-sur-Cure (grotte du Renne et Grande grotte) n'a pas été fabriquée à partir de la goethite des grottes de Saint-Moré.

### Les points indicateurs sonores
Suivant une constante de l'art mural préhistorique, la plus grande concentration de peintures se trouve aux endroits dotés du maximum de résonances sonores,. Certaines niches ou recoins de grotte, dont les échos de sons choisis peuvent rappeler les cris d'animaux (meuglement du bison, hennissement du cheval…), sont particulièrement décorés ; par exemple, une niche de la Grande grotte, entourée de stalactites porteuses de points rouges, est signalée par les peintures d'un bison et d'un rhinocéros sur le mur lui faisant face. Ces points rouges semblent être des indicateurs de repérage du maximum de résonances.
Des études d'archéoacoustique ont montré que cette association des points rouges avec les endroits engendrant le maximum de résonances est particulièrement évidente à la grotte d'Oxocelhaya (Pays basque) et à la grotte du Portel (Ariège) et se rencontre dans d'autres locations étudiées (Labastide, Niaux…), dont la Grande grotte. La concordance sons/images est de 80 % à 90 % dans la plupart des cas, parfois de 100 %.

## Faune vivante
Les grottes abritent au moins cinq espèces de chauve-souris.
Chassées de la Grande grotte par les visites, on leur a fourni un nouveau repaire au fond de la grotte des Fées dont l'accès au-delà de la première salle a été fermé aux visites.

## Tourisme
Les premières visites commentées de la Grande grotte, la seule maintenant accessible au public, ont lieu depuis 1903. De nos jours, c'est l'un des principaux sites de tourisme dans l'Yonne ; elle attire environ 35 000 visiteurs par an.